# موزه سکه تهران
موزه سکه، یکی از موزه‌های استان تهران است که در ساختمان مرکزی بانک سپه واقع شده‌است. مؤسس این موزه، سپهبد فرج الله آق اولی است که در زمان مدیریت عاملی او بر بانک سپه و با همکاری ملکه ملک زاده بیانی شکل گرفت. در این گنجینه سکه‌های دودمان‌های گوناگون از دوران باستان تا عصر حاضر به نمایش گذاشته شده‌است و یکی از کاملترین مجموعه‌های سکه درسطح منطقه‌است. این موزه در خیابان امام خمینی قرار دارد.

## تاریخچه
این موزه در سال ۱۳۴۲ خورشیدی و با همت تیمسار فرج‌الله آق‌اولی مدیر عامل وقت بانک سپه تأسیس شد. ملکه ملک زاده بیانی به عنوان کارشناس سکه مسوول گردآوری این مجموعه در سال‌های پیش و پس از آن بود و چیدمان و رده‌بندی سکه‌های موزه با نظارت مستقیم وی صورت پذیرفت.

## مجموعه
در این موزه سکه‌های دوره‌های گوناگون تاریخ ایران نمایش درآمده‌است. این دوره‌های تاریخی عبارت‌اند از دوران هخامنشی، مسکوکات ایران مرکزی، مسکوکات ساتراپی‌ها، مسکوکات امرای تابع هخامنشی، اسکندری، اسکندر و جانشینانش، اسپهبدان، اشکانیان (پارت)، الیمایی، ساسانیان، سامانیان، دوره سلطه اعراب بر ایران، امویان، عباسیان، آل‌بویه، غزنویان، سلجوقیان‌، خوارزمشاهیان، ایلخانان، تیموریان، آق قویونلو، قراقویونلو، صفویان، افشاریان، زندیان، قاجاریان، پهلوی و جمهوری اسلامی
این مجموعه از نظر نمایش سکه‌های گوناگون ایران در دوره ساسانیان منحصر به فرد به‌شمار می‌رود.
در مجموعه موزه سکه ردیف کامل و جامعی از انواع مسکوکات دوره صفوی نیز موجود است که ضرب شهرهای گوناگون ایران است.
اولین سکه در جهان: اولین سکه حقیقی بنا به گفته مورخان متعلق به شهر لیدی، پادشاهی باستانی در عصر آهن در غرب آناتولی، بوده‌ است. قدیمی‌ترین سکه‌های لیدی متعلق به پادشاه ژیک بود که به‌صورت قطعه ضخیم و نامنظم الکتروم (مخلوط طلا و نقره) با شیارهای موازی بر روی آن ساخته می‌شده. اولین سکه استاندارد (کرزوئید) با طرح نیم‌تنه گاومیش و شیر، در حال مقابله با یکدیگرند که در پشت آن نیز دو مربع فرورفته وجود دارد.
هخامنشیان: کوروش در فتوحات خود به آسیای صغیر، متوجه ضرب سکه شد اما به علت مرگ نتوانست این مهم را به سرانجام برساند. کمبوجیه پسر او هم نتوانست در این زمینه اقدامی بکند تا سرانجام این سکه‌ها در دوران سلطنت داریوش یکم ضرب شد، وی به سروسامان دادن وضع مالی و اقتصادی کشور پرداخت و نظم را در کشور برقرار ساخت. سکه‌های دوره هخامنشیان، به دریک معروف بودند و وزن‌های متفاوتی داشتند. طرح‌های مانند نیم‌تنه شاهنشاه کمان‌به‌دست، شاه یک زانو بر زمین، کماندار پارسی ترکش بر پشت و طرح‌های دیگر روی آن‌ها دیده می‌شد.
سکه‌های اسکندر و سلسله سلوکی: این سکه‌ها، ترکیب تمدن‌های ایران و یونان را نشان می‌دهد. تعدادی از سکه‌های این دوران در کشور یونان ضرب شده و طرح و نقش‌های روی آن‌ها بسیار هنرمندانه و ظریف است.
اشکانیان: این سکه‌ها ارزش تاریخی زیادی دارند و فرهنگ، هنر و تصویر پادشاهان پارتی روی این سکه‌ها دیده می‌شود. این سکه‌ها از جنس نقره و برنز است و اشکالی مانند خورشید، ستاره، ماه، فیل، فرمانروایان، الهه‌های یونانی، القاب پادشاهان با خط یونانی مانند (عادل، دوستدار پدر، دوستدار برادر، خودمختار، نیکوکار و دوستدار یونان) بر روی آن‌ها به‌چشم می‌خورد.
ساسانیان: علاقه فراوان به آیین زرتشت و مزدیسنا در دوران ساسانی موجب شده تا اشکالی مانند هلال ماه (آناهیتا)، پرتوی خورشید (مهر) روی سکه‌ها حک شود. این سکه‌ها از جنس سرب، قلع، نقره و طلا بودند که به آن‌ها دینار و درهم گفته می‌شد. جالب‌ترین مسکوکات موزه سکه بانک سپه، مربوط به دوران ساسانیان است.
سکه‌های خلفای اموی: با حضور عرب‌ها در ایران، سکه‌های ساسانی و طلای بیزانسی مورد استفاده قرار گرفت و درهم و دینارهایی به سبک اسلامی ضرب شد. در آن دوره، ۸۰ فقره ضرابخانه وجود داشت که بسیاری از آن‌ها در ایران و بقیه در اندلس، قیروان و دمشق بودند.
صفویان: در دوره صفویه سکه‌های بیستی، محمدی، شاهی، عباسی، لاری، اشرفی در ضرابخانه‌هایی در شهرهای لاهیجان، ابرقوه، سبزوار ضرب می‌شد و به‌طور کلی ۶۷ ضرابخانه مختلف در این دوران در کشور وجود داشت که با قتل سلطان حسین به پایان رسید.
سکه‌های قاجار: سکه‌های قاجار، از زمان حکومت آقامحمدخان ضرب شد. به دلیل اهمیت سکه‌های طلا، ضرب این سکه‌ها به ندرت و در شهرهایی مانند تهران، اصفهان، کرمان، تبریز، رشت، یزد، استرآباد، ایروان، خوی، شیراز، قزوین، کاشان و مازندران انجام می‌گرفت. در این دوران سکه با نام‌های قران، تومان، شاهی، دینار، غاز، فلوس و ریال در بازار بود. در دوران سلطنت ناصرالدین‌شاه و همزمان با ماشینی شدن ضرب سکه، همه ضرابخانه‌ها تعطیل شد و تنها ضرابخانه پایتخت به فعالیت خود ادامه داد.
سکه‌های عصر پهلوی: در زمان سلطنت رضا شاه، سکه‌های جدیدی از جنس طلا، نقره، مس و نیکل با نام‌های متفاوت ضرب شد. مسکوکات طلا با نام‌های پنج پهلوی، دو پهلوی، یک پهلوی، نیم پهلوی، مسکوکات نقره نیز با نام‌های ۵۰۰۰ دینار، ۲۰۰۰ دینار، ۱۰۰۰ دینار، ۵۰۰ دینار، ۵ ریال، ۲ ریال، ۱ ریال و نیم ریال، سکه‌های مسی یا نیکلی، ۱۰۰ دینار، ۵۰ دینار، ۲۵ دینار، ۱۰ دینار و پنج دینار شناخته می‌شدند. در زمان سلطنت محمدرضا شاه، سکه‌ها دوباره تغییر کردند. 
سکه‌های دوران پس از انقلاب: مسکوکات یک ریالی، دو ریالی، ۱۰ ریالی، ۲۰ ریالی، ۵۰ ریالی، ۱۰۰ ریالی و ۲۵۰ ریالی از جنس مس، برنز و نیکل در این دوران ضرب شد و سکه‌های طلا شامل بهار آزادی، نیم بهار آزادی و ربع بهار آزادی است.
همچنین، برخی از یادبودهای خارجی از جمله سکه یادبود بازی‌های المپیک مونترال کانادا و بازی‌های آسیایی تهران در سال ۱۹۷۴ میلادی نیز در این موزه به چشم می‌خورد.
از جمله اشیای جانبی در این موزه می‌توان به برخی از هدایای دریافتی از سوی بانک سپه و همچنین شاهنامه فردوسی به خط امیر تومان به همراه تفنگ وی که در غائله آذربایجان و مبارزه با روس‌ها به کار گرفته شده، نام برد.

## نخستین موزه شبکه بانکی
موزه بانک سپه میراث ماندگار

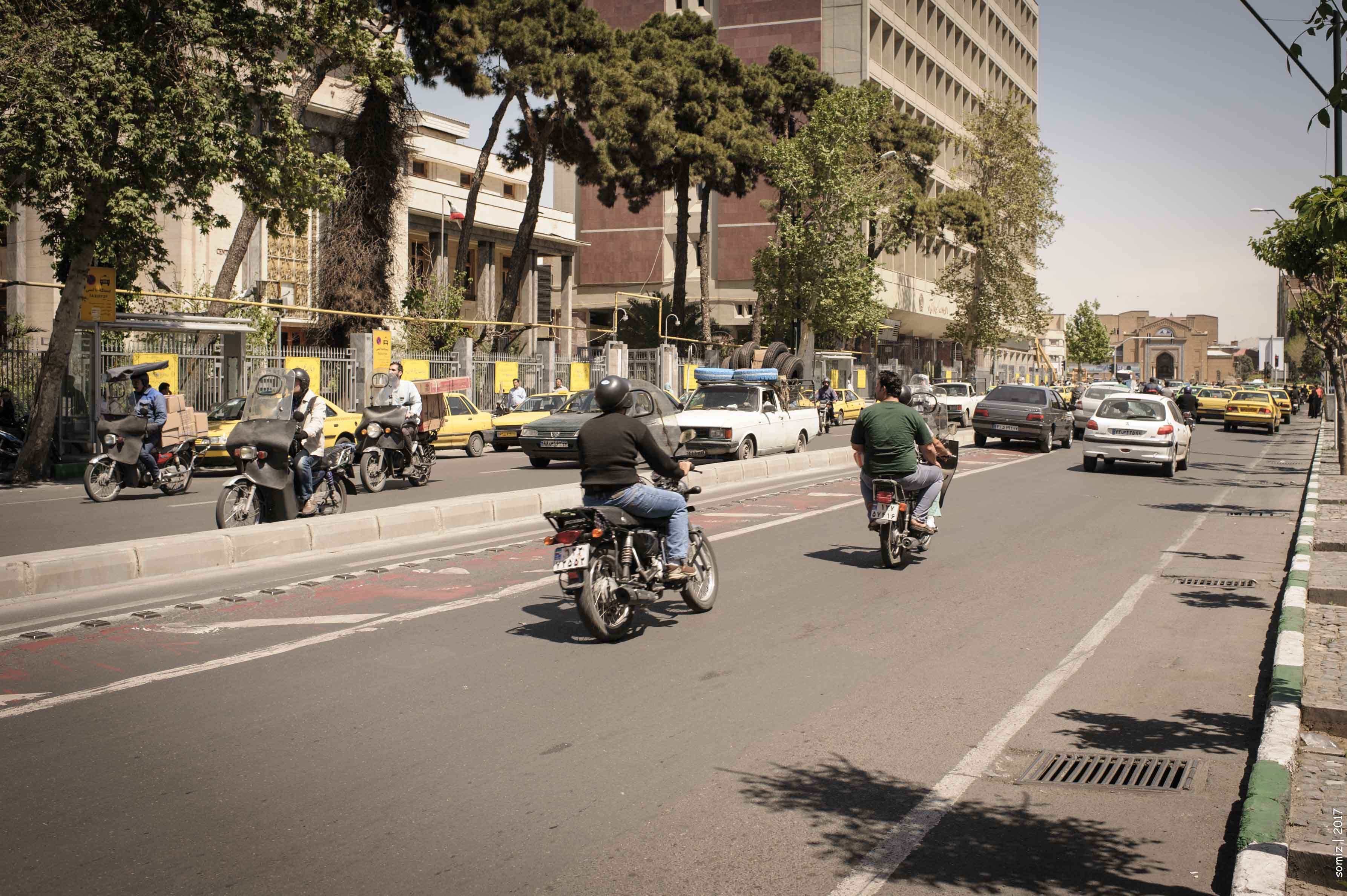
موزه سکه تهران

هسته اولیه تشکیل موزه بانک سپه در نیمه دوم دهه سی شمسی به کوشش فرج‌الله آق اولی مدیر عامل وقت بانک سپه با خرید مجموعه آثار از مجموعه داران و جمع‌آوری آثار اهدایی شکل گرفت و با کمک ملکزاده بیانی سکه‌شناس و برخی از اعضای انجمن آثار ملی نظیر دکتر مصطفوی شناسایی و آماده نمایش گردید در سال ۱۳۵۲ هجری شمسی موزه به صورت رسمی در طبقه همکف ساختمان ادارات مرکزی بانک سپه واقع در جنوب شرقی میدان مشق تهران افتتاح شد.
نظر به اینکه ساختمان اولیه موزه پاسخگوی تمامی نیازهای موجود نبود پس از گذشت چهار دهه از فعالیت موزه بر اساس درخواست اداره کل روابط عمومی و موافقت هیئت مدیره بانک، فضایی بالغ بر یک هزار متر مربع در قالب سه سالن نمایشگاهی، کارگاه مرمت، سالن همایش، فروشگاه، مخزن و سایر فضاهای اداری به موزه اختصاص یافت و ساختمان جدید موزه در ۱۴ اسفند سال ۱۳۹۵ شمسی افتتاح گردید.
گالری سکه: در گالری سکه موزه بانک سپه بازدیدکننده با سیر تکامل و تحول سکه از شروع مبادلات قبل از کشف فلز، استفاده از شبه پول‌ها و حلقه‌های مبادلاتی، نخستین سکه‌های ضرب شده در آسیای صغیر تا سکه‌های معاصر ایران آشنا خواهد شد.
از ویژگی‌های بارز بخش سکه موزه بانک سپه غنای مسکوکات موجود و وجود سکه‌های نایاب و کمیاب در دوره‌های مختلف تاریخی قبل و بعد از اسلام و مسکوکات خاندان‌های محلی ایران می‌باشد.
با ساخت ماکت ضرابخانه در این گالری کودکان و دانش آموزان عملاً با شیوه تولید سکه چکشی در طول تاریخ آشنا خواهند شد.
بیش از بیست هزار سکه در موزه بانک سپه کارشناسی و مستند نگاری شده‌اند و از این تعداد حدود سیزده هزار سکه در کارگاه مرمت موزه مرمت گردیده‌است. علاوه بر این موارد، کارشناسی مسکوکات مراجعین و مجموعه داران، همکاری با دانشجویان و پژوهشگران، شرکت در همایشهای علمی و تخصصی، تألیف مقالات و کتب مرتبط و عضویت در مجامع داخلی و بین‌المللی نظیر کمیته ملی موزه‌ها (ایکوم) از فعالیتهای مرتبط با این بخش از موزه می‌باشد.
گالری تابلوهای نقاشی:
یکی از بخش‌های فاخر موزه بانک سپه که برای نخستین بار پس از انقلاب اسلامی در معرض بازدید و رونمایی قرار گرفته‌است.
در موزه بانک سپه بیش از ۵۰ عدد تابلو از نقاشان معاصر ایران وجود دارد که در دوره پهلوی و پس از انقلاب اسلامی به منظور استفاده در قسمت‌های مختلف بانک از هنرمندان خریداری شده‌است، وجود این گنجینه نفیس نشان از درایت و همت مدیران بانک در دوره‌های مختلف به منظور قدرشناسی و پاسداشت هنر و هنرمند بوده که با خرید و حمایت از هنرمندان مانع از خروج این آثار ارزشمند از کشور گردیده‌اند.
این تابلوهای ارزشمند در سنوات اخیر با تأکید مقام محترم عامل مبنی بر حفظ و تجمیع سرمایه‌های ارزشمند بانک به مرور به موزه بانک منتقل و در موزه ثبت و مستند نگاری شدند و پس از مرمت و پاکسازی در گالری تابلوهای نقاشی به نمایش درآمدند.
در گالری نقاشی موزه تابلوهای زیبایی از نقاشان مشهور ایران نظیر سهراب سپهری، ایران درودی، رضا مافی، صادق تبریزی، ناصر اویسی، داوود امدادیان، حسین زنده رودی، محمد احصایی، حسین کاظمی، محسن سهیلی، مسعود عربشاهی، حسین محجوبی، سیراک ملکنیان و سایر نقاشان برجسته ارامنه وجود دارد که دارای ارزش مادی و معنوی بالایی هستند.
گالری بانک سپه به روایت تاریخ:
گالری سوم موزه بانک سپه با عنوان (بانک سپه به روایت تاریخ) تأکید مستقیم بر قدمت و اصالت نخستین بانک ایرانی دارد، در این بخش برای نخستین بار در کشور فضای یکی از شعب قدیمی بانک با استفاده از تندیس و دکور و وسایل و ادوات مورد استفاده در شعب قدیمی، بازسازی و بازدیدکننده را در محیط شعبه قدیمی بانک سپه قرار می‌دهد.
اسناد و تصاویر موجود در این بخش معرف قدمت و روند شکل‌گیری نخستین بانک ایرانی و تحولات ساختاری آن در طول ۹۳ سال سابقه بانک سپه است. سند حکم قشونی تأسیس بانک در سال ۱۳۰۴ شمسی، اساسنامه بانک، نمودار سازمانی و ارکان بانک سپه، دفترچه نمونه امضا، آئین‌نامه‌های استخدامی، گزارشها و نامه‌های مدیران بانک به رضا خان و سایر مقامات، شاهنامه و تفنگ تیر خورده کاظم خان شروری در جنگ‌های آذربایجان، نامه تشکر کسبه تبریز به مدیر عامل وقت بانک سپه به دلیل نقش مثبت بانک در غائله آذربایجان، نمونه چکهای قدیمی بانک، دفترچه حساب پس‌انداز امام خمینی و آیت‌الله گلپایگانی و عکسهایی از برگزاری مراسم مختلف در بانک سپه قبل و بعد از انقلاب از آثار به نمایش درآمده در این گالری می‌باشند.
مکان: میدان امام خمینی ابتدای خیابان امام خمینی
زمان بازدید: شنبه لغایت چهارشنبه از ساعت ۹ الی ۱۵
پنج شنبه از ساعت ۹ الی ۱۳ (به استثنای ایام تعطیل رسمی)